# 袁兆鼎
袁兆鼎（1926年—），男，山东济南人，中国计算数学家，曾任航天工业总公司第二研究院研究员。